# La Couronne (Charente)
La Couronne település Franciaországban, Charente megyében. Lakosainak száma 7759 fő (2022. január 1.). La Couronne Angoulême, Mouthiers-sur-Boëme, Nersac, Puymoyen, Roullet-Saint-Estèphe, Saint-Michel és Vœuil-et-Giget községekkel határos.

## Népesség
A település népességének változása:
| Lakosok száma | 5394 | 6076 | 6295 | 7018 | 7466 | 7656 | 7732 | 7764 | 7742 | 7759 |
|               | 1968 | 1982 | 1990 | 2006 | 2013 | 2015 | 2017 | 2019 | 2020 | 2022 |